# مايكل بول جونسون
مايكل بول جونسون (بالإنجليزية: Michael Paul Johnson) عالمُ اجتماعٍ أمريكي، أستاذٌ فخري في جامعة ولاية بنسلفانيا، عُرف بأبحاثه حول تمييز أنماط العنف في العلاقات الحميمة، ونال في بنسلفانيا لقب «زميل التدريس للخريجين» (أرفع جائزة تدريس في الجامعة). تقاعد من التدريس عام 2005، ومن الاستشارات عام 2015، ويواصل الكتابة أحيانًا.

## الإسهام العلمي
يركّز جونسون على آثار التمييز بين أنماط العنف داخل العلاقات الحميمة، وبلور تصنيفًا مؤثرًا أصبح مرجعًا في الحقل؛ إذ قدّم في كتابه A Typology of Domestic Violence (2008) ثلاثة أنماط رئيسية: «الإرهاب الحميم» (Intimate Terrorism)، و«المقاومة العنيفة» (Violent Resistance), و«عنف الزوجين الظرفي» (Situational Couple Violence). وكانت اللبنات الأولى لهذا التصنيف في مقالته الكلاسيكية عام 1995 التي ميّزت بين «الإرهاب الأبوي» و«عنف الزوجين الشائع»، ثم طوّر مع زملائه اختباراتٍ إمبريقية تُظهر اختلاف الآثار بين «الإرهاب الحميم» و«العنف الظرفي» اعتمادًا على بيانات المسح الوطني للعنف ضد المرأة (2005).

## السيرة والمسيرة
يحمل جونسون الدكتوراه من جامعة ميشيغان، وعمل أكثر من ثلاثين عامًا في قسم علم الاجتماع ودراسات المرأة بجامعة ولاية بنسلفانيا حيث مُنح لقب «زميل التدريس للخريجين». وتُظهر قاعدة الجوائز بالجامعة إدراجه ضمن الحاصلين على جائزة «Alumni Teaching Fellow». بعد تقاعده من الجامعة عام 2005 ومن الاستشارات عام 2015، واصل النشر بين الحين والآخر عبر صفحته المهنية.

## مؤلفات مختارة
- A Typology of Domestic Violence: Intimate Terrorism, Violent Resistance, and Situational Couple Violence، نورث إيسترن يونيفرسيتي برس، 2008.[8]

## مقالات بارزة
- «Patriarchal Terrorism and Common Couple Violence: Two Forms of Violence Against Women»، Journal of Marriage and the Family، 1995.[4]
- «The Differential Effects of Intimate Terrorism and Situational Couple Violence»، مع جينيفر ليوني، Journal of Family Issues، 2005.[9]